# Gairy St. Clair
Gairy St. Clair (* 2. Februar 1975 in Georgetown, Guyana) ist ein australischer Boxer guyanischer Abstammung im Superfedergewicht und Normalausleger. Von 2001 bis 2005 wurde er von Craig Christian trainiert. Seit 2006 wird er von Johnny Lewis trainiert.

## Profi
Ende Juli im 2006 bezwang er Cassius Baloyi durch einstimmigen Beschluss und wurde dadurch Weltmeister des Verbandes IBF. Allerdings verlor er den Gürtel bereits in seiner ersten Titelverteidigung im November desselben Jahres an Malcolm Klassen durch geteilte Punktrichterentscheidung.